# Nicolae Martinescu
Nicolae Martinescu  (n. 24 februarie 1940, Vișani, România – d. 1 aprilie 2013, București, România) a fost un luptător român, laureat cu aur la München 1972 și cu bronz la Mexico 1968.

## Biografie
S-a născut în 1940, în comuna Vișani, jud. Brăila. A cucerit 18 titluri de campion national la categoria grea în perioada 1961-1978. A fost campion olimpic în 1972 (München); a obținut medalia de bronz la JO din 1968 (Mexic). A obținut două medalii de argint la CM (1963, 1971); 4 medalii de bronz la CM (1966, 1967, 1970, 1974). A fost campion european la Essen în 1966 și a obținut două medalii de bronz la CE (1972, 1973). I s-a acordat titlul de Maestru emerit al sportului.

## Distincții
- Ordinul „Meritul Sportiv” clasa a III-a (25 octombrie 1966) „pentru rezultatele deosebite obținute în competițiile sportive internaționale, precum și pentru contribuția valoroasă adusă la dezvoltarea culturii fizice și sportului în țara noastră”[5]